# زورقانينة
الزورقانينة (الاسم العلمي: Cymbidiinae) هي تحت قبيلة من النباتات تتبع الفصيلة السحلبية من رتبة الهليونيات.

## أجناس الزورقانينة
| - Acriopsis - الأنسالية - Claderia - الزورقان - Dipodium - Grammatophyllum | - Graphorkis - Imerinaea - Porphyroglottis - Thecopus - Thecostele |